# Ewa Braun
Ewa Braun (2 de agosto de 1944) é uma decoradora de arte polonesa. Venceu o Oscar de melhor direção de arte na edição de 1994 por Schindler's List, ao lado de Allan Starski.